# George Scott
Pour les articles homonymes, voir George Scott (homonymie) et Scott.
George Scott est un boxeur suédois né le 20 décembre 1966 à Monrovia, Libéria.

## Carrière
Médaille d'argent aux Jeux olympiques de Séoul en 1988 dans la catégorie des poids légers (moins de 60 kg), il passe professionnel en 1991 et remporte le titre mineur WBF des poids légers en 1995.
Scott échoue en revanche deux fois en championnat du monde IBF et WBC puis met un terme à sa carrière en 2001 sur un bilan de 41 victoires et 5 défaites.